# Steppenwaran
Der Steppenwaran (Varanus exanthematicus) ist ein in Afrika beheimateter Vertreter der Warane (Varanus). Die tagaktive, bodenbewohnende Art stellt vor allem verschiedenen Wirbellosen nach, aber auch kleine Säugetiere, junge oder kranke Vögel sowie Eier und Aas werden gefressen. In der Trockenzeit hält er eine Ruheperiode. In der Terraristik ist der Steppenwaran der wohl häufigste Waran. Trächtige Weibchen werden oft gefangen, ihre Eier inkubiert und die Jungen in sogenannten Waran-Farmen groß gezogen. Anschließend werden sie, nachdem einige bereits früh für den Zoohandel exportiert wurden, der Lederindustrie zugeführt.

## Merkmale
Der Steppenwaran ist eine stämmig gebaute, untersetzte Echse mit großem Kopf und kurzem Schwanz. Die Nasenlöcher sind schlitzförmig und liegen näher am Auge als an der Schnauzenspitze. In Gefangenschaft erreicht der Steppenwaran eine Gesamtlänge von bis zu 1,5 m; in der Natur sind Exemplare über 1 m Länge jedoch selten. Die Schwanzlänge beträgt etwa das 0,9-1,2fache der Kopf-Rumpf-Länge. 31 adulte Exemplare in Ghana wiesen laut einer Studie eine durchschnittliche Kopf-Rumpf-Länge von 32 cm auf (Spektrum 23,7-47 cm), das Gewicht betrug im Schnitt 709 g (Spektrum 300-1698 g).
Der Körper ist braun, gelegentlich auch eher grau oder trüb orange, und zeigt eine variable Zeichnung von hellen, dunkel umrandeten Flecken auf der Körperoberseite. Diese sind gelegentlich bänderartig oder als Netzmuster angeordnet. Der Schwanz ist entweder einheitlich gefärbt oder hat eine undeutliche, dunkle Bänderung.
Die Supraocularia sind nicht vergrößert, die anderen Kopfschuppen sind groß und unregelmäßig geformt – Richtung Nacken werden sie größer, und die Schuppenform nähert sich mehr einem Oval an. Um die Körpermitte sind 81-103 Schuppenreihen angeordnet, von der Kehle bis zum Ansatz der Hinterbeine sind es 58-73.
Der Steppenwaran sieht dem Weißkehlwaran (Varanus albigularis) sehr ähnlich, es besteht Verwechslungsgefahr.

## Verbreitung und Lebensraum
Der Steppenwaran bewohnt Grasländer, Wälder, die Steppen des Sahel sowie seltener auch bewaldete Flussufern im Subsahara-Afrika nördlich des Äquators. Regenwälder bewohnt er nicht, hingegen findet er sich auch in landwirtschaftlich genutzten Gebieten und urbanen Räumen. Die Art kommt über 800 m Meereshöhe nur selten vor. Sie ist in den Staaten Benin, Burkina Faso, Kamerun, Zentralafrikanische Republik, Tschad, den beiden Kongo-Staaten, Gambia, Ghana, Guinea, Guinea-Bissau, Elfenbeinküste, Liberia, Mali, Mauretanien, Niger, Nigeria, Senegal, Sierra Leone, Sudan und Togo nachgewiesen.

## Lebensweise

### Verhalten
Der Steppenwaran ist ein Bodenbewohner, und wie alle Warane tagaktiv. Zum Schutz vor Hitze, vor Feinden sowie in der Nacht verstecken sich Steppenwarane in hohlen Baumstämmen oder in von anderen Tieren gegrabenen Bauen – Jungtiere in Ghana offenbar oft in den Bauen der großen Grille Brachytrupes, ältere Tiere übernehmen meist Baue von Termiten oder Säugetieren. Die vom französischen Herpetologen Cissé in den 70ern untersuchten Tiere in Senegal verließen ihre Baue um etwa 9 Uhr, verkrochen sich wieder zwischen 14 und 15 Uhr und kehrten nach weiterer Aktivität um 17:30 zum Schlaf ein. Die saisonale Aktivität ist vom Wechsel zwischen Trocken- und Regenzeit geprägt: In der Regenzeit und besonders in der Fortpflanzungszeit sind die Tiere besonders aktiv, während die Aktivität in der Trockenzeit eingeschränkt ist, und zum Ende der Trockenzeit hin können die Tiere bis zu einen Monat in einem Versteck verweilen.
Diese Art kann zwar auch klettern, jedoch nicht so geschickt wie andere Arten der Warane, und er sucht Bäume nur vergleichsweise selten als Unterschlupf oder zur Nahrungssuche auf. Wie die meisten Warane ist er ein guter Schwimmer, und wie alle Warane ein Einzelgänger.

### Ernährung
Der Steppenwaran ist ein nicht wählerischer Fleischfresser. Die Beute wird züngelnd geortet, und aktiv am Boden verfolgt, oder aber mit der Schnauze die Falllaubschicht durchwühlt oder Beute ausgegraben. Ebenso dringen Steppenwarane in Säugerbaue ein und erbeuten die Bewohner. Die Beute wird an die Oberfläche gebracht und geschluckt. An einem guten Tag erbeutet ein Jährling bis zu 18 % seines Körpergewichts an Nahrung.
Das Nahrungsspektrum schließt zahlreiche wirbellose Tiere und Wirbeltiere ein. In Senegal wurden von Cissé 28 Exemplare auf ihre Mageninhalte untersucht: Die Tiere fasten offenbar zwischen Mitte November und Februar, dies ist die trockenste Zeit des Jahres. In den restlichen Monaten konnten Tausendfüßer, Käfer, Schmetterlingsraupen, Heuschrecken, Echseneier, Schnecken und Skorpione als Beute nachgewiesen werden.

### Fortpflanzung
Wie alle afrikanischen Warane produziert der Steppenwaran große Gelege; die Jungtiere schlüpfen schnell. In Ghana fallen Paarung und Eiablage in den November und Dezember. Zur Eiablage werden 20-25 cm tiefe und 30-50 cm lange Baue angelegt, die wieder mit Erde aufgefüllt werden. Vier untersuchte Nester in Ghana wiesen 6-29, im Schnitt 18 Eier auf. Die Jungtiere schlüpfen dort in der frühen Regenzeit, also von März bis April; in besonders trockenen Jahren können die Jungtiere jedoch später schlüpfen. Sie graben sich dann durch das Dach der Nistkammer wieder aus. 67 Jungtiere in Ghana wurden vermessen, sie hatten im Schnitt eine Kopf-Rumpf-Länge von 9 cm und ein Gewicht von 6,2 g. Die Jungtiere in Ghana scheinen eine besondere Beziehung zur Grille Brachytrupes membranaceus zu haben: Sie bewohnen meist die Baue der Grille, und sobald die jungen Warane nach einigen Wochen groß genug sind, wird Brachytrupes zum wichtigsten Beutetier.

### Natürliche Feinde
Steppenwarane werden von Schlangen, Greifvögeln und Jungtiere auch von anderen Waranen gejagt. Der Steppenwaran wird außerdem von Zecken der Gattungen Amblyomma und Aponomma befallen.

## Systematik
Die Erstbeschreibung erfolgte 1792 durch Louis Augustin Guillaume Bosc, der die Art als Lacerta exanthematica bezeichnete und somit den Eidechsen (Lacerta) zuordnete. In die Gattung Varanus gelangte der Steppenwaran 1820 durch Blasius Merrem, der diese Gattung 1820 auch begründete. Innerhalb der Gattung Varanus wird der Steppenwaran der afrikanischen Untergattung Polydaedalus zugeordnet. Die Unterart V. e. ocellatus wird heute nicht mehr anerkannt.

## Steppenwarane und Menschen
Der Steppenwaran gehört zu den am stärksten besammelten Waranarten überhaupt, der speziell als Heimtier sehr weit verbreitet ist. Jährlich werden etwa 100.000 Tiere lebend aus der Natur entnommen und verkauft. Diese Wildfänge werden sehr billig verkauft und oft von unzureichend informierten Käufern erworben. Daher überleben viele Tiere aufgrund falscher Haltung nicht bis zur Geschlechtsreife, oder werden aufgrund von Bewegungsmangel und falscher Ernährung (zu viele Nager, rohes Fleisch, Hundefutter) fettleibig und lethargisch. Waranzüchter gaben an, sie könnten den Bedarf an Steppenwaranen mit ihren Nachzuchten decken, dies sei jedoch aufgrund der niedrigen Preise der Wildfänge nicht lohnend. Andererseits entwickeln sich mittlerweile auch spezialisierte Waranfarmen in Afrika, die in Zukunft den Druck auf Wildpopulationen verringern könnten. Um Steppenwarane artgerecht zu halten, ist ein sehr großes, strukturiertes und den klimatischen Verhältnissen in der Natur angepasstes Terrarium vonnöten. Die Ernährung muss größtenteils mit Insekten, nicht mit fettiger Nahrung wie Hundefutter oder rohem Fleisch erfolgen.
Daneben werden auch die Häute des Steppenwarans gehandelt; das Ausmaß dieser Verfolgung übersteigt wahrscheinlich den Druck durch den Heimtierhandel. Insgesamt ist der Steppenwaran jedoch immer noch häufig und weit verbreitet und wird somit in der Roten Liste gefährdeter Arten der IUCN als nicht bedroht (least concern) eingestuft.
Der Steppenwaran ist aufgrund seiner leichten Erhältlichkeit sehr oft Forschungsobjekt für Physiologie, Anatomie etc. gewesen, und eine Art „Modellorganismus“ für andere Arten der Gattung.